# Страны на «Евровидении для молодых музыкантов»

Карта «Евровидения для молодых музыкантов». Выделенные зелёным страны участвовали в конкурсе хотя бы раз; светло-зелёные — которые принимали участие в составе другой страны; жёлтые — которые могут участвовать, но не заинтересованы в этом.

С момента основания в 1982 году конкурса молодых музыкантов «Евровидение» 43 страны хотя бы один раз приняли в нём участие. Из них 11 хотя бы один раз выигрывали конкурс. Этот песенный конкурс проводит Европейский вещательный союз каждые два года. В этих конкурсах имеют право принимать участие все активные члены союза.
Право стран выступать на «Евровидении для молодых музыкантов» не ограничено географически европейским континентом, несмотря на приставку «Евро» в названии конкурса. Несколько неевропейских стран принимали участие в прошлом. Так в конкурсе участвовал Израиль, а также Кипр, Армения и Грузия, принадлежность к европейскому континенту которых является спорной. В конкурсе принимала участие Россия, которая являются трансконтинентальной страной.
Количество стран, участвующих в «Евровидении для молодых музыкантов», имеет тенденцию к росту. На первом Евровидении для молодых музыкантов в 1982 году было всего 6 стран, а в 2018 году уже 18 стран. Рекордным годом с 24 участниками является 1994.
В 1986 году конкурс был разделён на финал и полуфинал, чтобы все желающие страны могли принять участие в конкурсе. Лучшие по результатам голосования 6 стран полуфинала (в 1990 — 5, с 1992 по 2000 — 8, с 2002 по 2004 — 7) допускались до участия в финале. В 2006 году было принято решение проводить не один полуфинал, а два. Из полуфиналов, по-прежнему, приглашаются ещё 7 (в 2018 — 6). С 2014 по 2016 года полуфиналы временно решили заменить на предварительные раунды, разделённого на две части, чтобы все участвующие страны могли появиться на главной сцене в финале конкурса.
Австрия и Норвегия приняли участие почти во всех конкурсах молодых музыкантов «Евровидение». С другой стороны, Албания, Армения, Болгария, Босния и Герцеговина, Грузия, Литва, Молдавия, Северная Македония, Сербия и Сербия и Черногория приняли участие лишь один раз.

## Участники
Ниже приведена таблица со всеми странами-участницами конкурса. Зелёным цветом обозначены страны, активно принимающие участие в конкурсе, жёлтым обозначены страны, ранее принимавшие участие в конкурсе, серым обозначены страны, ранее принимавшие участие, но ныне несуществующие. Информация в таблице по состоянию на 2021 год.
Албания, Армения, Болгария, Босния и Герцеговина, Грузия, Литва, Молдавия, Северная Македония, Сербия и Сербия и Черногория приняли участие в конкурсе только один раз. Великобритания и Швейцария, которые являются одними из шести участников первого конкурса, не принимают в нём участие с 2018 и 2008 годов соответственно. Югославия и Сербия и Черногория прекратили своё существование в 1991 и 2006 годах соответственно. С 2008 года Сербия участвовала в конкурсе как отдельная страна.

### Обозначения
Принимающие участие
     Ранее принимавшие участие
     Ранее принимавшие участие, но ныне несуществующие
| Страна               | Год выхода | Год последнего выступления | Количество выступлений | Количество побед | Национальный вещатель                                      |
| -------------------- | ---------- | -------------------------- | ---------------------- | ---------------- | ---------------------------------------------------------- |
| Австрия              | 1982       |                            | 18                     | 5                | ORF                                                        |
| Великобритания       | 1982       | 2018                       | 16                     | 1                | BBC                                                        |
| Германия             | 1982       |                            | 17                     | 2                | ZDF (1982—2004) ARD (с 2008)                               |
| Норвегия             | 1982       |                            | 18                     | 1                | NRK                                                        |
| Франция              | 1982       |                            | 8                      | 1                | TF1 (1982) France Télévisions (1984—2000)                  |
| Швейцария            | 1982       | 2006                       | 12                     | 0                | SRG SSR                                                    |
| Нидерланды           | 1984       | 2014                       | 12                     | 2                | NOS (1984—1990, 2000—2004) NPS (2006—2010) NTS (2012—2014) |
| Финляндия            | 1984       | 2008                       | 12                     | 0                | Yle                                                        |
| Бельгия              | 1986       |                            | 10                     | 0                | VRT (нидерл. ) RTBF (фр. )                                 |
| Дания                | 1986       | 2002                       | 6                      | 0                | DR                                                         |
| Израиль              | 1986       | 2018                       | 2                      | 0                | IBA (1986) KAN (2018)                                      |
| Ирландия             | 1986       | 2000                       | 7                      | 0                | RTÉ                                                        |
| Италия               | 1986       | 2002                       | 4                      | 0                | RAI                                                        |
| Швеция               | 1986       |                            | 13                     | 1                | SVT                                                        |
| Югославия            | 1986       | 1992                       | 4                      | 0                | JRT                                                        |
| Испания              | 1988       | 2018                       | 8                      | 0                | TVE                                                        |
| Кипр                 | 1988       | 2010                       | 10                     | 0                | CyBC                                                       |
| Греция               | 1990       | 2018                       | 11                     | 1                | ERT                                                        |
| Португалия           | 1990       | 2014                       | 4                      | 0                | RTP                                                        |
| Венгрия              | 1992       | 2018                       | 6                      | 0                | MTVA                                                       |
| Польша               | 1992       |                            | 13                     | 3                | TVP                                                        |
| Латвия               | 1994       | 2002                       | 5                      | 0                | LTV                                                        |
| Литва                | 1994       | 1994                       | 1                      | 0                | LRT                                                        |
| Россия               | 1994       | 2018                       | 8                      | 1                | ВГТРК                                                      |
| Северная Македония   | 1994       | 1994                       | 1                      | 0                | MKRTV                                                      |
| Словения             | 1994       | 2018                       | 13                     | 1                | RTV SLO                                                    |
| Хорватия             | 1994       |                            | 11                     | 0                | HRT                                                        |
| Эстония              | 1994       | 2018                       | 7                      | 0                | ERR                                                        |
| Словакия             | 1998       | 2000                       | 2                      | 0                | STV                                                        |
| Румыния              | 2002       | 2010                       | 5                      | 0                | TVR                                                        |
| Чехия                | 2002       |                            | 7                      | 0                | ČT                                                         |
| Болгария             | 2006       | 2006                       | 1                      | 0                | BNT                                                        |
| Сербия и Черногория  | 2006       | 2006                       | 1                      | 0                | UJRT                                                       |
| Сербия               | 2008       | 2008                       | 1                      | 0                | РТС                                                        |
| Украина              | 2008       | 2012                       | 2                      | 0                | НСТУ                                                       |
| Белоруссия           | 2010       | 2012                       | 2                      | 0                | БТРК                                                       |
| Армения              | 2012       | 2012                       | 1                      | 0                | AMPTV                                                      |
| Босния и Герцеговина | 2012       | 2012                       | 1                      | 0                | BHRT                                                       |
| Грузия               | 2012       | 2012                       | 1                      | 0                | GPB                                                        |
| Мальта               | 2014       | 2018                       | 3                      | 0                | PBS                                                        |
| Молдавия             | 2014       | 2014                       | 1                      | 0                | TRM                                                        |
| Сан-Марино           | 2016       | 2018                       | 2                      | 0                | SMRTV                                                      |
| Албания              | 2018       | 2018                       | 1                      | 0                | RTSH                                                       |

## Члены Европейского вещательного союза, которые никогда не принимали участие в «Евровидении для молодых музыкантов»
Эти страны являются полноценными членами Европейского вещательного союза. Они имеют право участвовать в «Евровидении для молодых музыкантов», но по определённым причинам этого не делают:
- Австралия — ABC, SBS
- Азербайджан — İTV
- Алжир — ENTV, ENRS, TDA
- Андорра — RTVA
- Ватикан — RV
- Египет — NMA
- Иордания — JRTV
- Исландия — RÚV
- Ливан — TL
- Ливия — LNC
- Люксембург — CLT, ERSL
- Марокко — SNRT
- Монако — TMC
- Тунис — ERTT
- Турция — TRT
- Черногория — RTCG

### Комментарии
1. 1 2 3 4  В 1982 году Дания, Норвегия, и Финляндия и Швеция отправили совместного участника, выступавшего от Норвегии. Спустя два года эти же страны снова отправили в 1984 году совместного участника, но на этот раз он выступал от Финляндии[3] С 1986 года скандинавским странам пришлось участвовать отдельно, после введённого в том году системы полуфиналов.
2. ↑  Случившийся распад Социалистической Федеративной Республики Югославии в 1992 году не помешал государству принять участие на «Евровидении для молодых музыкантов» в том году, но тогда в его состав входили лишь две республики: Сербия и Черногория. Несмотря на то, что держава стала носить название «Союзная Республика Югославия», она участвовала в конкурсе 1992 года под прежним названием — «Югославия».